# Thrasya glaziovii
Thrasya glaziovii är en gräsart som beskrevs av Alasdair Graham Burman. Thrasya glaziovii ingår i släktet Thrasya och familjen gräs. Inga underarter finns listade i Catalogue of Life.